# Арабо-ізраїльська війна на виснаження
Війна на виснаження (івр. מלחמת ההתשה, араб. حرب الاستنزاف) — війна малої інтенсивності між Єгиптом і Ізраїлем в 1967—1970 роках. Була розпочата Єгиптом з метою повернення Синайського півострова, захопленого Ізраїлем в ході Шестиденної війни в 1967 році.
Зазвичай вважають, що війна почалася в березні 1969 року, але фактично перші бойові зіткнення відбулися через місяць після поразки Єгипту в Шестиденній війні. Велася в основному за допомогою артилерії з боку Єгипту і авіації з боку Ізраїля.
Закінчена підписанням угоди про припинення вогню в 1970 році без територіальних змін в учасників конфлікту.

## Причини
Перемога Армії оборони Ізраїлю (Цахал) і поразки єгипетської армії в Шестиденній війні 1967 року призвели до того, що Синайський півострів аж до східного берега Суецького каналу, Західний берег річки Йордан і Голанські висоти перейшов під контроль Ізраїлю.
У листопаді 1967 Рада Безпеки ООН одноголосно прийняла резолюцію 242, якою зажадала виведення ізраїльських збройних сил з територій, окупованих під час конфлікту, та закликала до негайного припинення всіх агресивних декларацій і всякого стану війни, до визнання суверенітету, територіальної цілісності і політичної незалежності всіх держав регіону.
Шведський дипломат при ООН Гуннар Яррінг здійснив серію поїздок на Близькому Сході в спробі зблизити позицію сторін. У травні 1968 року Єгипет погодився виконати умови резолюції в тому випадку, якщо Ізраїль погодиться відступити з усіх окупованих територій. Визнавши резолюцію, Єгипет тим самим вперше беззастережно визнав право Ізраїлю на існування. У відповідь на визнання резолюції, Єгипет отримав підтримку ООН у своїй вимозі повернення Синая. Організація визволення Палестини (ОВП), у свою чергу, відхилила резолюцію, оскільки в ній йшлося тільки про «біженців», не розглядаючи їх право на самовизначення. Сирія охарактеризувала план Яррінга як «зраду Арафата і ОВП».
Ізраїль відкинув місію Яррінга як безглузду, і наполягав, що переговори між сторонами повинні передувати евакуації з територій. Ізраїль також виступив проти підтримки єгипетським президентом Насером ОВП, мета якої в той час полягала в створенні арабської держави на всій території «звільненої Палестини». Насер у відповідь заявив, що якщо Ізраїль відмовляється підтримати резолюцію 242, в той час як Єгипет підтримує її, то у нього немає іншого вибору, крім як «підтримати хоробрих борців опору, які хочуть звільнити свою землю».
Єгипетський президент Насер вважав, що якщо піддавати Ізраїль частим атакам за допомогою артилерії, диверсантів і авіації, це змусить його постійно тримати під рушницею велику кількість резервістів, що призведе до проблем в ізраїльській економіці і зробить Ізраїль більш поступливим. Тому Насер віддав наказ про початок постійних артобстрілів ізраїльських позицій на східному березі каналу. Шанси на успіх в позиційній війні у Єгипту були кращими, ніж в Ізраїля, де, крім великої напруги в економіці, громадська думка була дуже чутливою до втрат на фронті. Армія оборони Ізраїлю традиційно була сильна у швидкій маневреній війні, але в цьому випадку їй нав'язували війну на виснаження.
Завдяки постачанню військової техніки з СРСР Єгипет отримав можливість швидко відшкодувати свої втрати у попередній війні. Крім техніки, в Єгипет були направлені сотні військових радників (до часу початку війни в Єгипті знаходилося близько 1500 радянських військових радників). СРСР також надав Єгипту велику кількість артилерії і засобів ППО.

## Перебіг подій

### 1967
11 липня 1967 року відбувся морський бій між ізраїльським есмінцем «Ейлат» та з двома торпедними катерами Єгипту. В результаті бою були потоплені обидва єгипетських катери. 21 жовтня того ж року біля узбережжя Синая єгипетські ракетні катери потопили «Ейлат». Загинуло 47 моряків, 97 були поранені. Єгипетський катер здійснив залп на враження, не виходячи зі своєї гавані в Порт-Саїді.
У відповідь Ізраїль завдав артилерійського удару по єгипетськім нафтопереробним заводам в районі міста Суец. Після цього обміну ударами зберігалося відносний спокій протягом 11 місяців.

### 1968
21 березня 1968 роки після десятків терактів ФАТХ, ізраїльська армія провела операцію «Інферно» проти бази ОВП в селищі Караме на території Йорданії. Після серйозних зіткнень з йорданською армією ізраїльтяни повернулися на свою територію, ліквідувавши опорний пункт ОВП. В ході цієї операції відбулася найбільша танкова битва за період з 1967 до 1973.
У вересні 1968 Єгипет піддав ізраїльський берег каналу масованому артилерійському обстрілу, під час якого загинуло 10 ізраїльських солдатів і 18 отримали поранення. Наступний потужний артобстріл ізраїльських позицій стався 26 жовтня, 13 ізраїльтян загинуло, 34 отримали поранення. У відповідь Армія оборони Ізраїлю обстріляла міста Суец і Ісмаїлію та завдала удару по залишках нафтопереробного заводу. В ніч з 31 жовтня на 1 листопада невеликий загін ізраїльських десантників висадився з вертольотів в глибині єгипетської території, в сотнях кілометрів від Суецького каналу. Вони підірвали два важливих мости через Ніл і велику, незадовго до того побудовану радянськими фахівцями трансформаторну підстанцію в Наг Хаммаді (операція «Шок»). Ці дії Ізраїлю виявилися ефективними і зіткнення між Єгиптом та Ізраїлем припинилися до березня 1969.
28 грудня 1968 Ізраїлем у відповідь на теракти Народного фронту визволення Палестини (захоплення літака авіакомпанії «Ель Аль», що виконував рейс за маршрутом Рим — Тель-Авів 22 липня 1968 і обстріл ізраїльського літака в аеропорту Афіни 26 грудня 1968, в результаті якого загинув громадянин Ізраїлю), був проведений рейд на міжнародний аеропорт Бейрута, в ході якого були знищені 14 ліванських пасажирських літаків, що знаходилися на аеродромі.

### 1969
Остання операція була засуджена Радою безпеки ООН. Після цього Франція наклала заборону на постачання до Ізраїлю будь-якої зброї, але 4 січня 1969 року ізраїльські екіпажі трьох уже побудованих і оплачених катерів підняли в Шербурі ізраїльські військово-морські прапори і безперешкодно вийшли в море.
В лютому 1969 Насер оголосив про закінчення листопадового припинення вогню. 8 березня єгипетська артилерія знову піддала ізраїльські позиції масованому обстрілу. В операції також брали участь літаки МіГ-21. Ізраїльська артилерія відкрила вогонь у відповідь. Наступного дня в результаті прямого влучення ізраїльського снаряда в бліндаж в районі Ісмаїлія загинули начальник єгипетського Генштабу генерал Абдул Мунім Ріяд і кілька офіцерів, що прибули на передову для ознайомлення з ситуацією на місці. Після цього артилерійські дуелі стали регулярними. Ізраїльська авіація також атакувала артилерійські і ракетні батареї ППО Єгипту.
21 травня 1969 року єгипетська авіація здійснила кілька нальотів на ізраїльські позиції, але ізраїльтяни збили 3 МіГ-21 в повітряних дуелях, ще один МіГ став жертвою ЗРК «Хок». Після цього єгиптяни розпочали широкомасштабну кампанію з повітря, використавши всю свою наявну авіацію. Однак ізраїльські ВПС і ППО виграли повітряну війну: за період з травня по листопад 1969 року єгипетські ВПС втратили 51 бойовий літак. З них 34 було збито в повітряних боях, 9 — зенітними системами і 8 — ЗРК «Хок».
В результаті останніх зіткнень невеликі, але регулярні втрати, які стали постійно збільшуватися, мав і Ізраїль. За травень, червень і липень за деякими даними загинуло 47 ізраїльських солдатів, 157 було поранено, за іншими джерелами втрати в травні — 51, червні — 89 і липні.
В ніч з 15 на 16 серпня 1969 єгипетські бойові плавці підірвали 3 ізраїльських транспортних кораблі в порту Ейлат («Hei Daroma» і «Daliya» пошкоджені, «Bat Yam» затонув).
10 вересня 1969 року ізраїльтяни провели рейд на єгипетські позиції уздовж Суецького каналу з використанням трофейної бронетехніки радянського виробництва. В ході операції було вбито 150 єгипетських солдатів, включаючи одного генерала. З ізраїльського боку один солдат отримав легке поранення.
13 жовтня 1969 року ізраїльський розвідувальний літак під час польоту біля Суецького каналу був помилково збитий ізраїльською ракетою ЗРК «Хок», всі 5 членів екіпажу загинули.
У грудні 1969 ізраїльський спецпідрозділ захопив у єгиптян радарну установку П-12 радянського виробництва. Після цієї операції був відправлений у відставку єгипетський командувач військовим округом. В ніч з 24 на 25 грудня 1969 ізраїльтяни провели операцію «Ноїв Ковчег», в ході якої з французької верфі в Шербурі були викрадені останні з раніше замовлених і оплачених 5-ти торпедних катерів «Ягуар».
Наприкінці 1969 року почалися переговори великих країн про припинення конфлікту, але війна тривала до серпня 1970 року.

### 1970
12 лютого 1970 року під час нальоту ізраїльської авіації на радіолокаційну станцію у Єгипті через помилку визначення цілі був обстріляний металургійний завод в Абу-Забалі, в ході якого загинуло близько 70 робочих. Завод був побудований за участю радянських фахівців. 8 квітня помилка визначення цілі сталася у селі Бахр-ель-Бакр, де через бомбардування школи, помилково прийнятої за військовий об'єкт, було вбито 46 дітей. Після цих випадків Міністр оборони Ізраїлю Моше Даян через Червоний Хрест поінформував влади Єгипту про бомбу відкладеної дії, а ізраїльський уряд після цього випадку заборонило удари по об'єктах в межах 20 км від центру Каїра, а президент Єгипту був змушений звернутися до Москви з проханням про створення «ефективного ракетного щита» проти ізраїльської авіації та направленні до Єгипту регулярних радянських частин протиповітряної оборони і авіації. Це прохання було задоволене. 9 січня 1970 у Каїр прибула оперативна група міністерства оборони СРСР на чолі з головнокомандувачем військами ППО країни П. Ф. Батицьким для підготовки місця дислокації радянських військових частин. В Єгипет було направлено 32 тис. радянських солдатів і офіцерів (операція «Кавказ») — 18-та особлива зенітно-ракетна дивізія, 135-й винищувальний авіаційний полк і 35-та окрема винищувальна авіаційна ескадрилья.
В ніч з 4 на 5 лютого 1970 року єгипетські бойові плавці в порту Ейлат підірвали ізраїльський транспортний корабель «Bat Galim» (затонув) та танкодесантний корабель «Bat Sheva» (пошкоджений). У відповідь 6 лютого 1970 ізраїльська авіація здійснила наліт на єгипетські кораблі біля Хургади. В результаті нальоту був потоплений єгипетський тральщик «El Minya».
5 і 8 березня 1970 року у порт Александрія на теплоходах «Роза Люксембург» і «Георгій Чичерін» прибули перші радянські підрозділи ППО. Зенітно-ракетними частинами командував генерал-майор П. Г. Смирнов, а полками винищувальної авіації — генерал-майор авіації Г. У. Дольник. Радянські війська прибули з міста Миколаєва таємно — офіцери, солдати і сержанти здавали особисті документи, переодягалися в цивільний одяг, а після прибуття в Єгипет — у форму єгипетської армії. Навантаження й розвантаження особового складу та бойової техніки, а також всі марші до стартових позицій проходили тільки вночі. У світлий час доби війська перебували в так званих «відстійниках», суворо дотримуючись маскування. Проте вже через кілька днів в західній пресі з'явилися відомості про радянську присутність в Єгипті, включаючи точні координати позицій радянських зенітників, а ізраїльське радіо започаткувало передачі російською мовою «спеціально для радянських воїнів». За оцінками американських експертів, в перших числах березня 1970 у Єгипет прибуло 1500 радянських військовослужбовців з зенітно-ракетними комплексами і 150—200 льотчиків винищувальної авіації. До кінця року кількість особового складу збільшилася до 15-20 тис. чоловік. Всього в районах Каїра, Александрії, Асуана, в зоні каналу та інших місцях було розгорнуто 21 радянський зенітно-ракетний дивізіон. На військових аеродромах поблизу Каїра, Александрії і Асуана базувалися два полки радянських винищувачів-перехоплювачів МіГ-21. Радянські війська становили головну силу у відбитті ізраїльських авіанальотів на Єгипет, які поновилися влітку 1970.
В ніч з 7 на 8 березня 1970 року єгипетська бойові плавці підірвали ізраїльську нафтоналивну баржу.
10 травня 1970 року Моше Даян оголосив, що «Ізраїль не дозволить встановити ракетну систему САМ-2 на Суецькому каналі». У перший тиждень червня єгипетська система ППО на фронті каналу збила 10 ізраїльських літаків. Цей тиждень отримав назву тижня «падіння літаків».
13 травня 1970 року єгипетські ракетні катери потопили ізраїльський рибальський корабель «Orith», що прямує в бік Порт-Саїда, 4 ізраїльських моряків загинуло.
16 травня 1970 ізраїльська авіація атакувала єгипетський порт Рас Банас. В результаті атаки був потоплений єгипетський есмінець «El Qahar» (колишній британський «Myngs»).
18 липня 1970 року на радянське зенітно-ракетне угруповання здійснили наліт 24 ізраїльських «Фантома». Радянські зенітники знищили два літаки і підбили один. Однак в результаті прямого попадання снаряда в радянську пускову установку в момент її перезарядження і вибуху ракети загинуло 8 радянських військовослужбовців.
В цілому з 30 червня по 3 серпня ВВС Ізраїлю втратили від дій радянських зенітників від 5 літаків (ізраїльські дані) до 9 збитих і 3 пошкоджених (радянські дані), і, за оцінкою ізраїльських джерел, влітку 1970 року втратили перевагу в повітрі над західним берегом Суецького каналу. Радянські льотчики діяли менш успішно — в єдиному великому повітряному бою 30 липня вони втратили 4-5 літаків, ізраїльська сторона втрат не зазнала (лише один літак був пошкоджений). Всього в ході війни радянські льотчики підбили 5 ізраїльських літаків і 3 знищили. Останнє повітряне зіткнення сталося 7 серпня, коли ізраїльський винищувач був підбитий ракетою з радянського МіГ-21..
Згідно з ізраїльськими джерелами, всього за 1141 день війни ВПС Ізраїлю збили 113 єгипетських літаків, ще 25 було збито засобами ППО — ракетами і зенітною артилерією, при цьому Ізраїль втратив 4 літаки в повітряних боях, і 13 — збитих засобами ППО противника.
7 серпня 1970 на єгипетському фронті було укладено перемир'я. Обидві сторони розглядали припинення вогню як свою перемогу.